# Hermann de Pourtalès
Hermann de Pourtalès (Neuchâtel, 31 de março de 1847 — Genebra, 28 de novembro de 1904) foi um velejador suíço, campeão olímpico. Ele participou dos Jogos Olímpicos de Verão de 1900 e conquistou a medalha de ouro na primeira corrida da classe 1 – 2 Ton e a medalha de prata na segunda corrida desta mesma classe a bordo do Lérina ao lado de seu sobrinho Bernard de Pourtalès e sua esposa Hélène de Pourtalès.

## Biografia
Ele era filho do conde Alexandre Joseph de Pourtalès (1810–1833) e de Auguste Saladino (1815–1885). Sua irmã, Isabelle Marguerite de Pourtales, era a esposa do arqueólogo Henri Édouard Naville, proeminente egiptólogo que encontrou uma estátua de Ramessés II em Bubástis. A família Pourtalès eram huguenotes franceses que se estabeleceram em Neuchâtel após a revogação do Édito de Nantes em 1685.
Pourtalès foi capitão dos Cuirassiers da Guarda, a serviço do rei da Prússia Guilherme I, que mais tarde se tornou imperador alemão.